# Éric Duyckaerts
Éric Duyckaerts, né à Liège le 4 février 1953, et mort le 25 janvier 2019 à Bordeaux,, est un artiste contemporain belge. Il est entre autres vidéaste, conférencier, dessinateur, aquarelliste et pastelliste,. Sa pratique intègre également des installations.
Son travail articule les arts plastiques et des savoirs exogènes, tels que les sciences, le droit, la logique mathématique.

## Biographie
Après avoir étudié le droit et la philosophie, Éric Duyckaerts choisit la voie de l'art en s'inscrivant à l'Institut des hautes études en arts plastiques de Paris.
Au cours de sa carrière, il a mis son talent au service de la transmission au sein de nombreuses écoles d’art dont l'école nationale supérieure d'art de Bourges, l'école nationale supérieure d'art de Dijon, l'école nationale supérieure des Beaux-Arts de Lyon, la villa Arson, l'école supérieure d'art Pays basque, l'école supérieure des beaux-arts de Bordeaux ou encore l'école nationale supérieure d'arts de Paris-Cergy.
Il est cofondateur, avec Michel Delamarre, Jacques Delcuvellerie, Monique Ghysens, Francine Landrain, Jany Pimpaud et François Sikivie, du Groupov en 1980.
Il élabore depuis le milieu des années 1980 une œuvre où se mêlent des performances et des vidéos ainsi que des objets et des installations, pas nécessairement liés à ses conférences.
Il représente la Belgique à la Biennale de Venise en 2007.

### Citation
À propos de ses vidéos exposées en 2007 à la galerie Emmanuel Perrotin :

« Elles seront axées sur un personnage. On pourrait l'appeler Éric D. C'est un personnage qui navigue entre le professeur et le savant fou. Il a beaucoup d'idées à faire partager. Son enthousiasme n'est pas feint. Il fonce dans ces sphères de connaissance où il se sent bien. »

## Expositions et performances (sélection)

### Expositions personnelles
- 2020 : 
  - Funambule élémentaire, espace A VENDRE, Nice
- 2011 :
  - « 'idéo », musée d'art contemporain du Val-de-Marne (MAC/VAL), Vitry-sur-Seine[12]
  - Après Wodehouse, cinq performances et deux tables rondes dans le cadre du Nouveau Festival, Centre Pompidou, Paris
- 2010
  - Trait d'union, 1 % artistique, université Paris-Diderot, Paris
- 2009 :
  - Nuit Blanche, parcours vidéo et performance à l'École normale supérieure, Paris
- 2007 :
  - Biennale de Venise, pavillon belge[10]
  - Galerie Emmanuel Perrotin
- 2006
  - Téléflore, Galerie de l'École régionale supérieure d'art, Nantes
- 2004
  - Anneaux de Soury, Galerie Emmanuel Perrotin, Paris
- 2003
  - Le Projet mimosas, Galerie française Piazza Navona et Academia Belga, Rome
- 2002
  - Pour en finir avec la barre de Sheffer, Frac Pays de la Loire, Nantes
- 2001
  - Anneaux de Soury, La Verrière, Hermès, Bruxelles
- 2000
  - The dummy's lesson, avec J.-P. Khazem, CRAC de Sète
  - FIAC, Galerie Emmanuel Perrotin, Paris
- 1999
  - École des beaux-arts, Dunkerque
  - ...spection, Frac bourgogne, catalogue
- 1998
  - INSA, Lyon
  - Collège Scamaroni, Charleville-Mézières
- 1997
  - Frac Languedoc-Roussillon, Montpellier
  - ...Y/Z=A/B..., Galerie Emmanuel Perrotin, Paris
- 1996
  - La Boucle, FRAC Champagne-Ardenne, Reims
  - École régionale des beaux-arts de Rouen
- 1995
  - NZET Projekt, Gand
  - Abbaye Saint-André, Centre d'art contemporain de Meymac
  - Fort-Da, FRAC Auvergne, Clermont-Ferrand
  - "3 conférences en balises", Espace Croisé, Lille
- 1993
  - La Main à deux pouces, Galerie Emmanuel Perrotin, Paris
- 1988
  - Peindre une forêt..., Conservatoire royal des Flandres, Anvers
- 1984
  - Espace 251 Nord, Liège

### Performances
- 2012
  - Bulles, ERG, Halles de Schaerbeek, Bruxelles
  - Sonorités, Montpellier
  - Colloque Des corps performants, villa Arson, Nice
- 2010
  - Metodo, Académie royale des beaux-arts, Bruxelles
  - Développement durable, musée national Marc-Chagall, Nice
  - Double vie, Liedts Messen Foundation, Gand
  - Méthodologie, performance, Printemps de Septembre, musée des Augustins, Toulouse
- 2009
  - Anamnèse ou catamnèse, FRAC Champagne-Ardenne, Reims
  - Épigone, École nationale des beaux-arts, Lyon
  - Mémoire, ActOral, Marseille, Paris, Nantes
  - Anamnèse ou catamnèse, musée d'art moderne et contemporain, Strasbourg
  - Heuristique, Académie des beaux-arts, Liège
  - La Règle de détachement, halles de Schaerbeek, Bruxelles
  - Buzz, avec Joseph Mouton, Fondation d'entreprise Ricard, Paris
  - Fictions, Fondation d'entreprise Ricard, Paris
- 2008
  - Im/posture, performance et master-class, Mugatxoan, Arteleku, Saint-Sébastien, Donostia
- 2007
  - Qu'appelle-t-on sortir ?, villa Arson, Nice
  - How to…?, Drawing Center, New York
  - Mon ex, Jeu de Paume, Paris
  - Binôme, ArtBrussels, Bruxelles
  - Qui va gagner ?, Galerie Léo Scheer, Paris
- 2006
  - Le Chant des villes, performance avec Joseph Mouton, théâtre de la Photographie et de l'Image, Nice
  - Pipterino, performance avec Joseph Mouton, Le Confort moderne, Poitiers
  - Ensemble ou Collection, Maison Rouge, Fondation Antoine de Galbert, Paris
  - Lab, showcase, soirée Emmanuel Perrotin dans le cadre de la FIAC, Paris
- 2005
  - L'Argument de la diagonale, performance avec Jean Gaudin, université Paris-X, Nanterre
  - Alzheimer & Co, performance, musée d'art moderne et contemporain, Liège
  - Euristique du virtuel, performance, musée des beaux-arts de Nancy ; colloque Chercher sa recherche
- 2003
  - Catamnésie, performance avec Joseph Mouton, villa Caméline, Nice
- 2002
  - Lacs, performance, École du Louvre, Paris
  - Actualités, Centre national de la photographie, Paris
- 1997
  - Tout et n'importe quoi ?, Frac Poitou-Charentes, École des beaux-arts, Angoulême
  - Pour en finir avec Sheffer, Institut de mathématiques, université de Copenhague
- 1996
  - Analogique vs digital, Frac Paca, Marseille ; Atelier Sainte-Anne, Bruxelles
- 1995
  - La Barre de Sheffer, Académie de France, villa Medicis, Rome
- 1994
  - E falso quodlibet, Fondation Cartier, Paris
- 1989
  - Performance en série sur l'art de peindre, Cirque Divers, Liège
- 1983
  - Expliquer le transfini à ses amis, Ans-Palace, GROUPOV, Liège

## Publications
- 2007
  - Théories tentatives : Considérations relatives à certains aspects de quelques problèmes, éditions Léo Scheer, 2007, 74 p. (ISBN 978-2-7561-0081-4 et 2-7561-0081-1)
  - Chers amis est-ce que vous m'entendez ?, Monografik, 2007 (ISBN 978-2-916545-33-2 et 2-916545-33-6)
  - Palais des glaces et de la découverte, Monografik, 2007 (ISBN 978-2-916545-34-9 et 2-916545-34-4)
  - How to..., Monografik, 2007, 111 p. (ISBN 978-2-916545-23-3 et 2-916545-23-9, lire en ligne)
  - Le Territoire de l'Art, Monografik, 2007 (ISBN 978-2-916545-32-5 et 2-916545-32-8)
  - Ce que nous pourrions faire..., Monografik, 2007 (ISBN 978-2-916545-35-6 et 2-916545-35-2)
- 1992
  - Hegel ou La vie en rose, Paris, Gallimard, 1992, 90 p. (ISBN 2-07-072575-8)

#### Ouvrages
- Joseph Mouton et Marie Muracciole, Éric Duyckaerts, 'Idéo, Vitry-sur-Seine, MAC/VAL, 2011, 160 p. (ISBN 978-2-916324-59-3).
- Joseph Mouton et Jeff Rian, Eric Duyckaerts, Frac de Bourgogne, 2007 (ISBN 978-2-913994-05-8 et 2-913994-05-9).

#### Presse
- Lino Polegato, Éric Duyckaerts et Christine Macel, « Quelques réflexions sur les entrelacs », entretien in Flux-News, mai 2007.
- Eric Mangion, « Les vérités qui n'en sont pas », in art press, n° 335, juin 2007.
- Cédric Schönwald, « Éric Duyckaerts - Para-Docte », in art21 (voir sur le site), mai 2007.
- Anne Hustache, « Rendez-vous dans la lagune », in Art Antiques Auction, juin 2007.
- Guy Gilsoul, « Herr Professor Duyckaerts », in Elle Belgique (français), juin 2007.
- Emmanuelle Lequeux, « Les meilleurs pavillons », in Beaux Arts magazine, juin 2007.
- Nina Broucke, Duyckaerts Belgische Van Venetie Vededigt Driekleur, in Elle Belgique (vlaams), juin 2007.
- Emmanuelle Lequeux, « Vidéo-conférence farfelue avec Duyckaerts », in Le Monde, 23 juin 2007.
- Sophie Schmit, « Biennale de Venise », in Art Actuel, juillet-août 2007.
- Alain Delannois, « Un palais des glaces à Venise », in Trends Tendances, 21 juin 2007.
- Bernard Marcelis, « La maîtrise du paradoxe », in H Art, 21 juin 2007.
- Cédric Schönwald, « Éric Duyckaerts - Para-Docte », in art21, mai 2007.
- Nina Broucke, « Duyckaerts Belgische Van Venetie Vededigt Driekleur », in Elle Belgique (en flamand), 1er juin 2007
- « Aux dernières nouvelles... », Clermont-Ferrand, Frac Auvergne, 2001, reprod., 304 p.
- Claude Lorent, « Lacan, la mathématique, Hermès et l'artiste », in La Libre Belgique (culture), 7 février 2001, p. 12.
- Joseph Mouton, « Notes-atolls - pour saluer E.D. », in art press, n° 271, p. 38-41.
- Laurent Jacob, Christine Jamart, « La rumination inspirée d'un artisan-réalisateur », in L'Art même n° 12, juillet-septembre 2001, reprod. p. 21.
- Christine Jamart, « Éric Duyckaerts, l'art de la rigole », in L'Art même, n° 13, octobre-décembre, p. 14 & sq.
- « Des arts plastiques à la mode », in Beaux Arts magazine, hors-série, Christie's, avril 2000.
- Véronique Dupont, « Manipulation psycholoufoque », in NUMÉRO 14, mai 2000, p. 40.
- Frédéric Chaubin, in Citizen K, été 2000 ; Art & Photography, novembre 2000, p. 242.
- Jacinto Lageira, Duyckaerts, de la pluralité des discours, in L'Œil n° 507, juin 1999, reprod. p. 38.
- Frédérique Laval, « Duyckaerts », in Art actuel n° 3, juillet-août 1999, reprod. et cit. p. 17, 1997.
- Clarisse Hahn, « Démonstrations mutationnelles, Éric Duyckaerts », in Bloc Notes, n° 14, janvier-février 1997.
- Jean-Max Colard, « Éric Duyckaerts », in Les Inrockuptibles, n° 119, 1997.
- Jeff Rian, « Éric Duyckaerts », in Flash Art, n° 197, novembre-décembre 1997.
- Patricia Brignone, « Portrait de l'artiste en conférencier », in art press, avril 1996.
- Didier Arnaudet, « Éric Duyckaerts, Patrice Carré », in art press, septembre 1995.
- Muriel Lebert, « Éric Duyckaerts, qu'est-ce que c'est, un MacGuffin ? », in Artefactum, 1er mars 1994.
- Paul Ardenne, « Éric Duyckaerts, un roman post-philosophique », in art press, novembre 1994.
- Sabrina Grassi, « Éric Duyckaerts », in Journal des expositions, octobre 1993.
- Interview par Vincent Bergeret, in Citizen K, n° 3, quatrième trimestre 1993.

#### Œuvres vidéo
- Between Us
- RDFD
- How to draw a square
- La barre de Sheffer
- La main à deux pouces
- Le projet Mimosa
- Extraits de ses œuvres sur le site documentsdartistes.org